# حاجی‌آباد رضوه
حاجی‌آباد رضوه یک روستا در ایران است که در دهستان قهاب صرصر واقع شده‌است. حاجی‌آباد رضوه ۲۵ نفر جمعیت دارد.